# Новоселиця (Черкаський район)
Новосе́лиця — українське село у Черкаському районі Черкаської області, підпорядковане Чигиринській міській громаді. Населення — 683 людини (2007).
Село розташоване на правому березі річки Тясмин, розділене навпіл його притокою річкою Потік, за 20 км на північний захід від центру громади — міста Чигирин та за 30 км від залізничної станції Фундукліївка поблизу урочища Холодний Яр. Найближчі сусідні поселення — Суботів, де народився і похований Гетьман України Богдан Хмельницький та село Медведівка, місце «…для людей вільних, що у Чигирині вже не вміщалися…», що навіть володіло магдебурзьким правом.[джерело?]
Поблизу села знайдено поселення доби неоліту-енеоліту (Молюхів Бугор, зв'язки з трипільською культурою), епохи бронзи, скіфського та ранньослов'янського часу, сарматське поховання, городище та кургани періоду бронзи і ранньої залізної доби.

## Історія
Уперше в літописі Самійла Величка село згадується як невелике козацьке поселення, засноване Михайлом Хмельницьким на початку 17 століття. Козацьке поселення почало активно розвиватися після Андрусівського миру, за яким ця частина стала нейтральною, і сюди рянув люд, втікаючи від утисків. У селі розвивалося ткацтво, ковальське та суконне ремесла, млинарство.
На початку 20 століття у Новоселиці налічувалося понад 2000 осіб.
Наприкінці 20-х років у селі розпочалась примусова колективізація.
У 30-і роки в селі, замість чотирикласної церковноприходської школи було відкрито семирічку. Її класи розміщувалися в кількох хатах розкуркулених заможніх селян. У 1939 році був зруйнований величний храм — Георгіївська церква, збудований на початку століття і який був окрасою села. На його місці напередодні війни почали зводити школу.
Під час Другої світової війни жителі села брали активну участь у партизанському русі. За мужність і відвагу 161 житель села нагороджений орденами та медалями. 14 жовтня 1943 року село частково було спалено. 17 грудня 1943 року село відвоювали радянські війська. Почалася відбудова села.
У 1947 році на місці спаленого клубу зведено новий, а в 1958 році — нову школу. Ще раніше, в 1956 році село було радіофіковано, на початку 60-х років — електрифіковано.
Станом на 1972 рік у селі мешкало 1163 людини, працювала восьмирічна школа, клуб, стаціонарна кіноустановка, бібліотека з фондом 7221 книга, медичний пункт, дитячі ясла, 4 магазини, чайна.
За радянських часів у селі працював колгосп імені Дубового, що обробляв 2878 га землі, у тому числі 2384 га орної. На початку 80-х років тракторний парк колгоспу нараховував понад 40 тракторів, понад 10 комбайнів, споруджувалися нові ферми.

## Сучасність
Сьогодні на базі колишнього колгоспу діють СТОВ «Тясмин» та «Світанок», підприємство «Біоагропром». Працюють також круподерня, олійниця, механічний млин, пилорама, теслярська майстерня. У селі також функціонують 4 магазини, поштове відділення, фельдшерсько-акушерський пункт, школа зачинена.

## Населення

### Мова
Розподіл населення за рідною мовою за даними перепису 2001 року:
| Мова       | Кількість | Відсоток |
| ---------- | --------- | -------- |
| українська | 604       | 97.11%   |
| російська  | 16        | 2.57%    |
| угорська   | 2         | 0.32%    |
| Усього     | 622       | 100%     |

## Відомі люди
- Вакуленко Василь Федорович — генерал-майор Служби Безпеки України;
- Загуба Володимир Миколайович (1971-2015) — старшина Збройних сил України, загинув у боях за Донецький аеропорт;
- Моргун Володимир Васильович — Герой України, генетик-селекціонер рослин, академік Національної академії наук України, директор Інституту фізіології рослин і генетики НАН України.

## Галерея

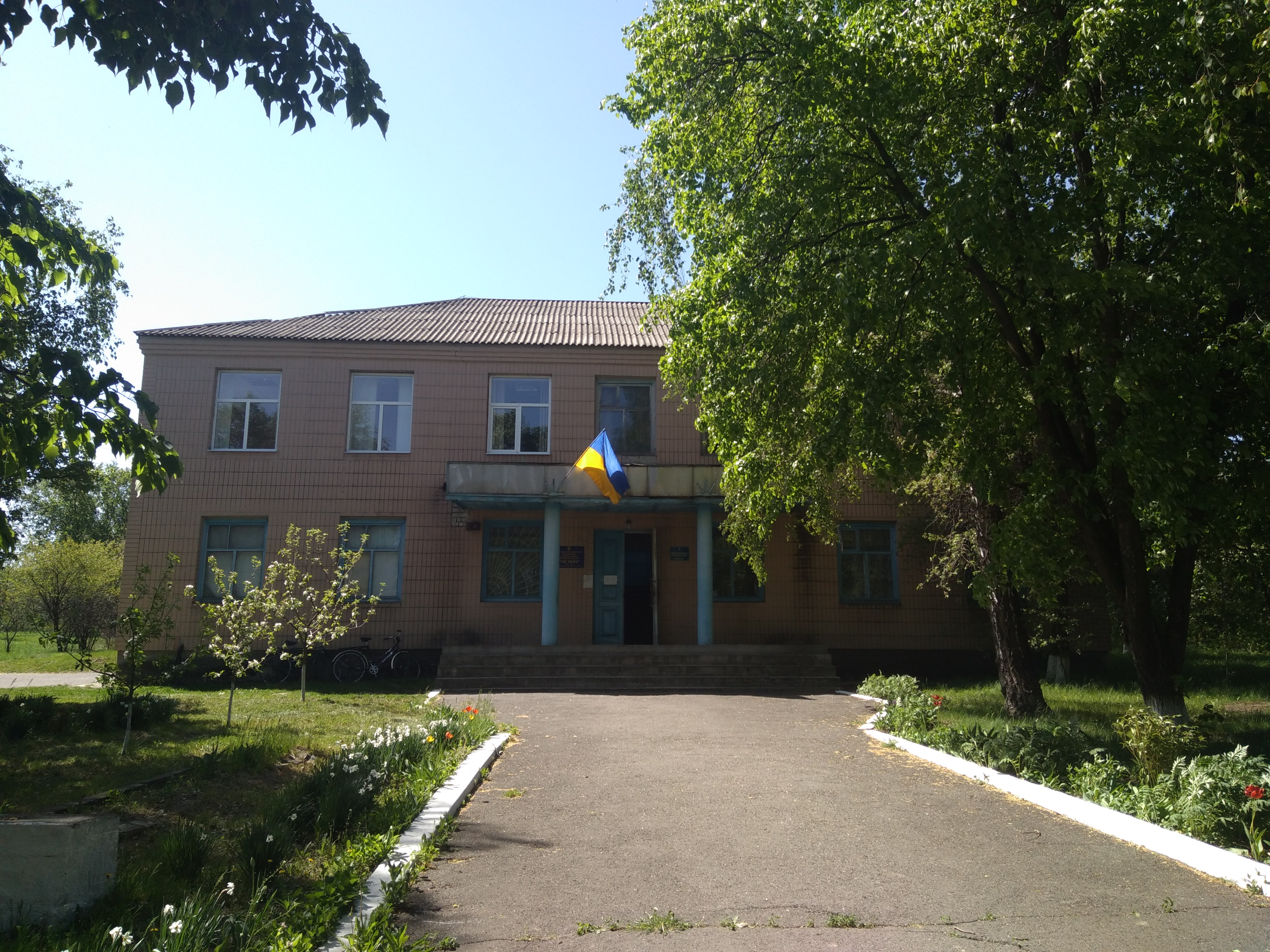
Сільрада
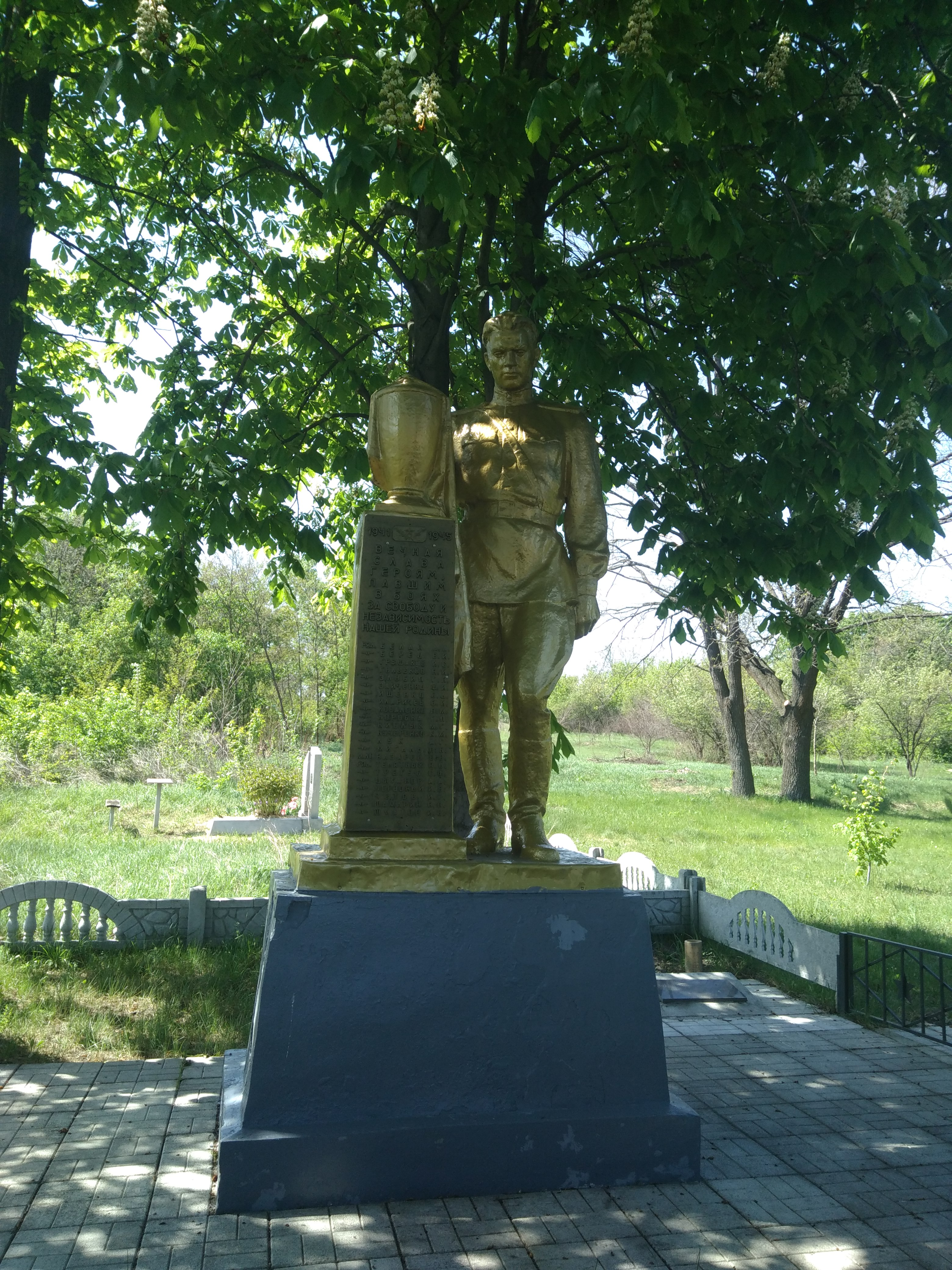
Пам'ятник загиблим у Другій світовій війні
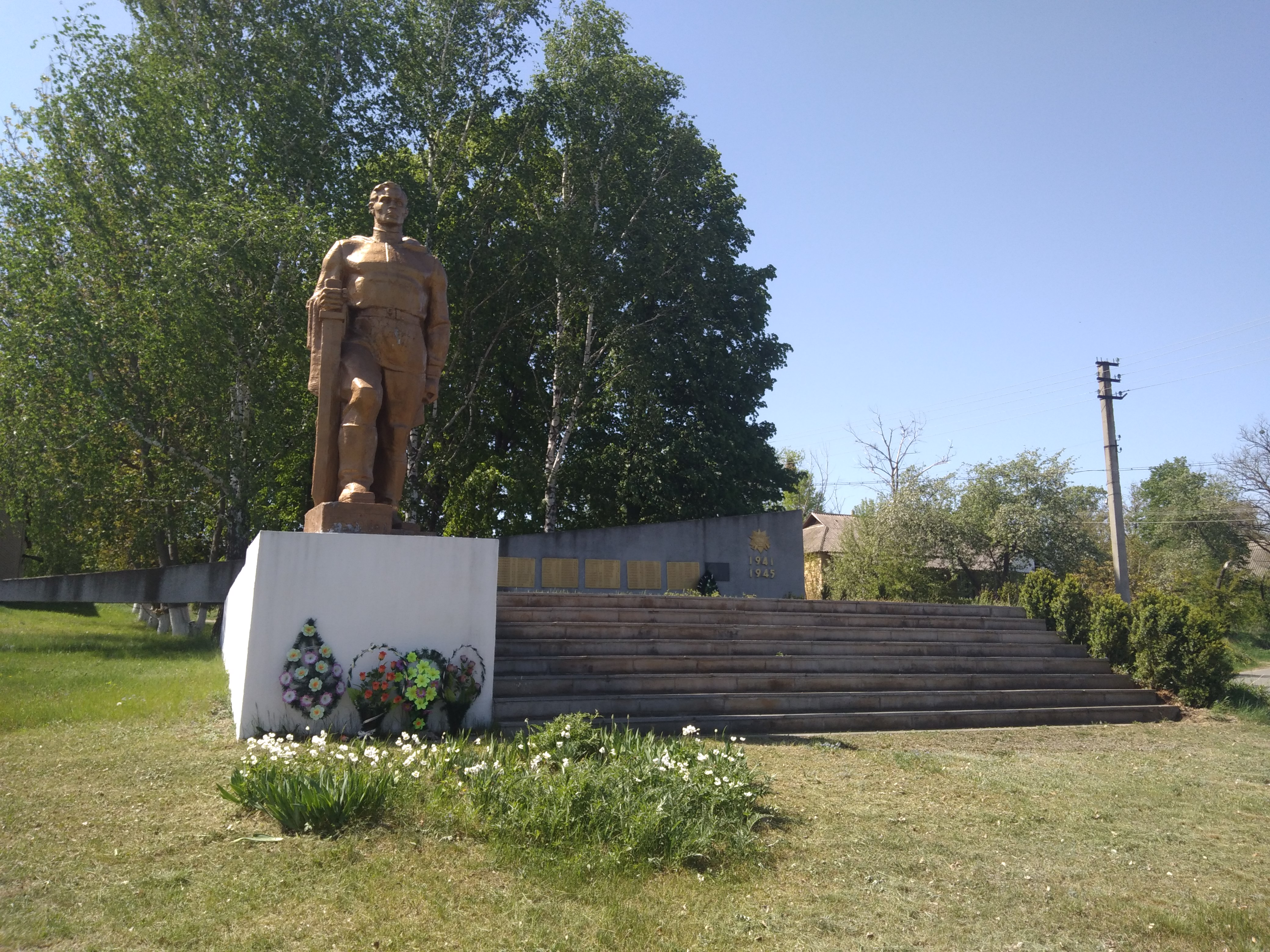
Меморіал загиблим у Другій світовій війні
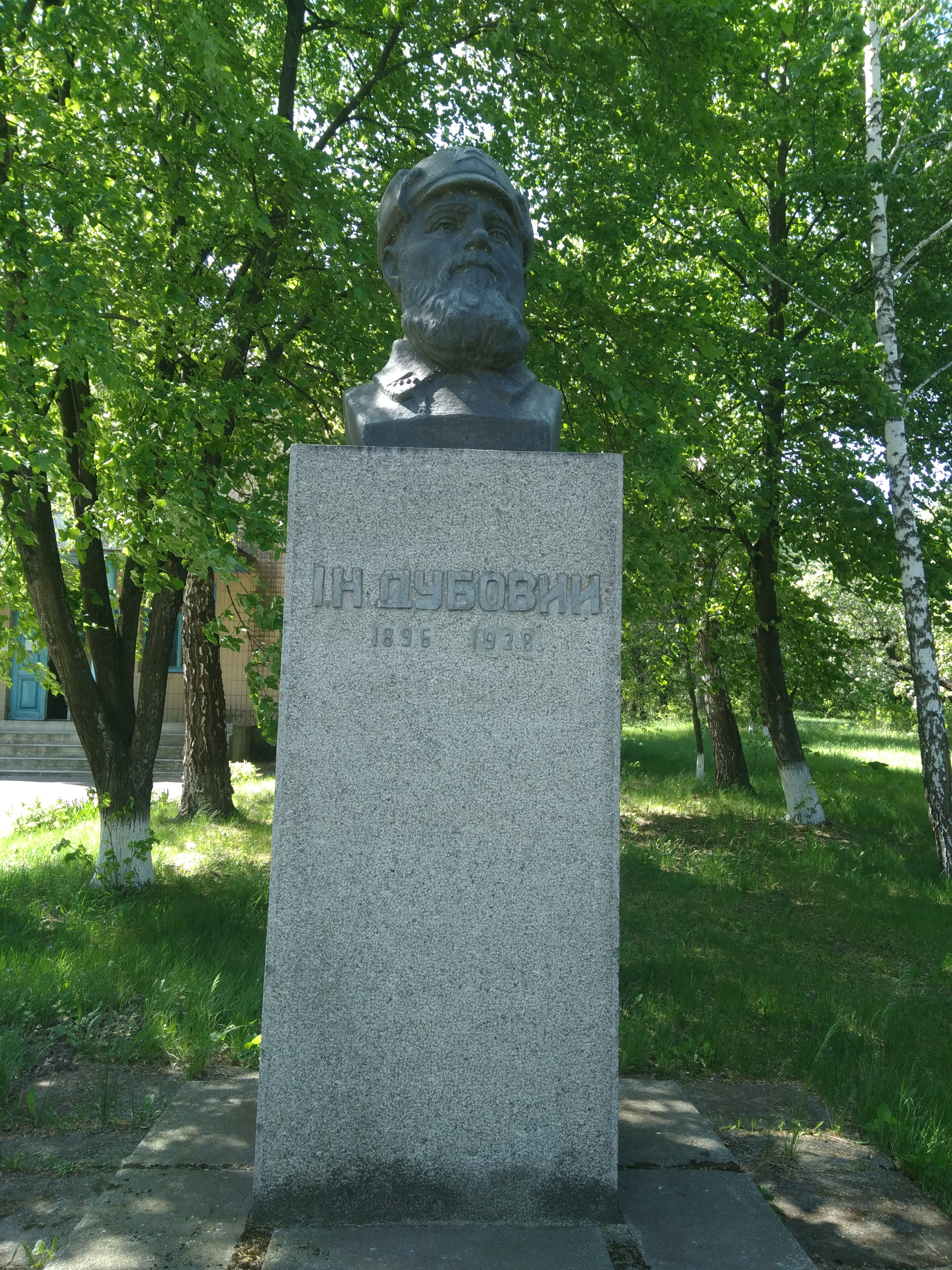
Пам'ятник Дубовому І.Н. (демонтовано у 2020 році)